# Free and open source software developers' European meeting
 (février 2019).
 (septembre 2023).

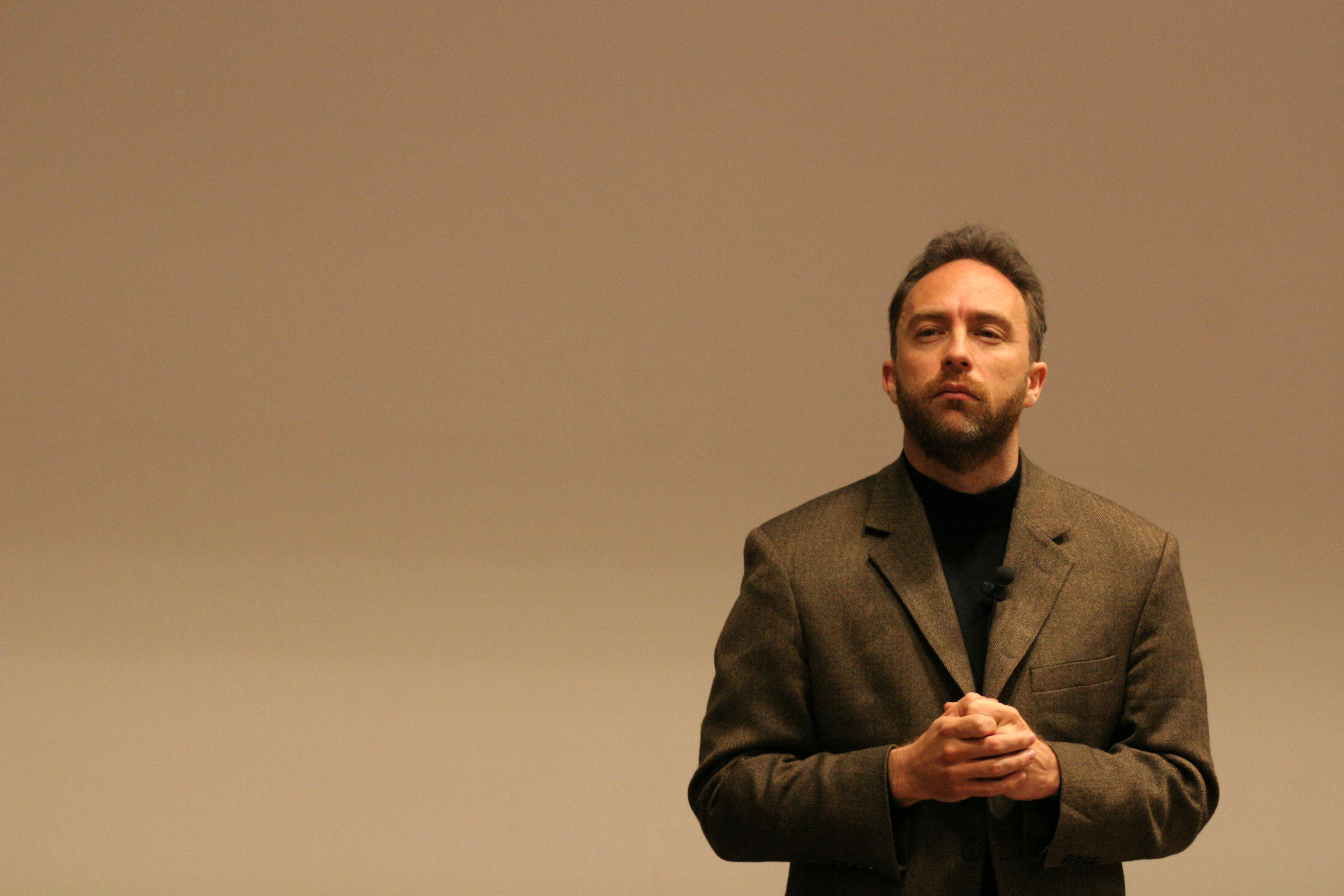
Jimmy Wales durant le FOSDEM 2005.

Le FOSDEM (Free and Open Source Software Developers' European Meeting : réunion européenne des développeurs de logiciels libres et open source) est une conférence annuelle organisée à l'Université libre de Bruxelles depuis 2001,,,,.
La rencontre a lieu chaque année en février avec plus de 5 000 participants et accueille régulièrement des personnalités connues dans le monde des logiciels libres comme Richard Stallman et Jon « Maddog » Hall.

## Description
Différentes conférences et ateliers sont organisés, autour des différents thèmes liés aux logiciels ou matériels libres.
Au niveau du développement du matériel libre, le projet de SoC sous licence libre, Libre-SoC, à par exemple présenté l'utilisation de GTKWave pour visualiser la sortie de l'intégration continue (CI) utilisé pour le développement de son SoC.

## Histoire
Le FOSDEM est lancé en 2001 sous le nom de OSDEM (Open Source Developers of Europe Meeting) par Raphaël Bauduin. Le F de FOSDEM est ajouté à la demande de Richard Stallman.

### 2001
Les 3 et 4 février.
Première édition sous le nom d'OSDEM.

### 2002
Les 15 et 16 février.
Remise du Free Software Award à Guido Van Rossum.

### 2003
Les 8 et 9 février.
Remise du Free Software Award à Larry Lessig.

### 2004
Les 21 et 22 février.
Remise du Free Software Award à Alan Cox.

### 2005
Les 26 et 27 février.
Remise du Free software Award à Theo de Raadt, pour son travail sur OpenBSD et OpenSSH.
Interventions principales par Jimmy Wales (Wikimedia Foundation), Richard Stallman (FSF), Ethan Galstad (Nagios), Alexander Dymo et Harald Fernengel (KDevelop), Marty Roesch (Snort), Andreas Zeller (Data Display Debugger), Gerald Combs (Ethereal), Benoit Minisini (Gambas), Matthias Ettrich (KDE), Marius Mauch (Gentoo), Olivier Fourdan (Xfce), Jeff Johnson (RPM), Alex Larsson (Nautilus), Stuart Winter (Slackware), Alan Cox (Noyau Linux), Olle Mulmo (Globus Toolkit), Alasdair Kergon (device mapper), Alan Robertson (LinuxHA), Pat Mochel (SysFS), Ken Preslan (OpenGFS) et Harald Welte (sur la GPL)
Le forum accueillait aussi des dev rooms de Mozilla, Debian, Jabber, et Gentoo.

### 2006
Les 25 et 26 février.
Interventions principales de Richard Stallman (sur les brevets logiciels et la GPL 3), Uriel M. Pereira (Plan 9), Jan Janak (SIP Express Router), Jon Haslam (DTrace), Mark Spencer (Asterisk), Ian Pratt (Xen), Jean-Marc Valin (Speex), Geert Bevin (RIFE), David Roundy (Darcs), Jason Huggins (Selenium), Greg Stein (SVN), Alex Russell (Dojo), Julian Seward (Valgrind), Crispin Cowan (AppArmor), Jon Trowbridge (Beagle), Tomasz Kojm (ClamAV), Michael Meeks (OpenOffice.org), Massimiliano Pala (OpenCA), Brian King (XUL) et Jeff Waugh (sur l'utilisation de GNU/Linux en bureautique).
La remise du Free software Award n'a pas eu lieu au FOSDEM cette année (remis à Andrew Tridgell)

### 2007
Les 24 et 25 février.
Interventions principales :
- Pieter Hintjens : Status of the Software Patents in Europe
- Jim Gettys : le projet OLPC
- Simon Phipps : la libération de Java
- Keith Packard : X.Org
- Kristian Høgsberg : AIGLX
- Øyvind Kolås : GEGL
- Andrew Morton : Noyau Linux
- Ronald Minnich : LinuxBIOS
- Aleksey Bragin : ReactOS
- Peter Herzorg : Security Testing
- H D Moore : Metasploit
- Kern Sibbald : Bacula
- Paul Everitt : Plone
- Dries Buytaert : Drupal
- Mike Schroepfer : Mozilla
- Tom Baeyens : JBoss jBPM
- Peter Saint-Andre : Secure Communications with Jabber
- Jeremy Allison : Samba
- Miguel de Icaza : Turbocharging Linux with Mono
- Jim Blandy : GDB Tracepoints
- Federico Mana Quintero : Profiling Desktop Application
- Georg Greve : Beyond GPLv3

### 2008
Les 23 et 24 février.
Ouverture :
- Patrick Michaud : Perl 6
- David White : Battle for Wesnoth
- Andrei Zmievski : PHP 6
- J. Tiberghien : Crystal space 3D
- Charles Nutter : Jruby
- S. Magnenat : Globulation 2

### Depuis 2009
| Années | Remarques |
| ------ | --- |
| 2009   | Les 7 et 8 février. Ouverture : - Leslie Hawthorn : Google Summer of Code - Bdale Garbee : Debian - Mark Surman |
| 2010   | Les 6 et 7 février. Conférences principales : - Andrew Tanenbaum : Minix - Greg Kroah-Hartman                   |
| 2011   | Les 5 et 6 février.                                                                                             |
| 2012   | Les 4 et 5 février.                                                                                             |
| 2013   | Les 2 et 3 février.                                                                                             |
| 2014   | Les 1er et 2 février.                                                                                           |
| 2015   | Le 31 janvier et le 1er février.                                                                                |
| 2016   | Les 30 et 31 janvier.                                                                                           |
| 2017   | Les 4 et 5 février.                                                                                             |
| 2018   | Les 3 et 4 février,.                                                                                            |
| 2019   | Les 2 et 3 février.                                                                                             |
| 2020   | Les 1 et 2 février.                                                                                             |
| 2021   | Les 6 et 7 février,.                                                                                            |
| 2022   | Les 5 et 6 février,                                                                                             |
| 2023   | Les 4 et 5 février                                                                                              |
| 2024   | Les 3 et 4 février                                                                                              |
| 2025   | Les 1er et 2 février                                                                                            |